# أرقطيون مفلطح الحراشف
أرقطيون مفلطح الحراشف (الاسم العلمي: Arctium platylepis) هي نوع نباتي يتبع جنس الأرقطيون من فصيلة النجمية.